# فيلهلم ثيودور والثر
فيلهلم ثيودور والثر (بالدنماركية: V.Th. Walther)‏ هو مهندس معماري دنماركي، ولد في 13 نوفمبر 1819، وتوفي في 28 أغسطس 1892.

## معرض صور

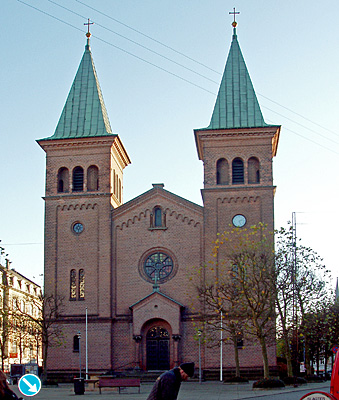
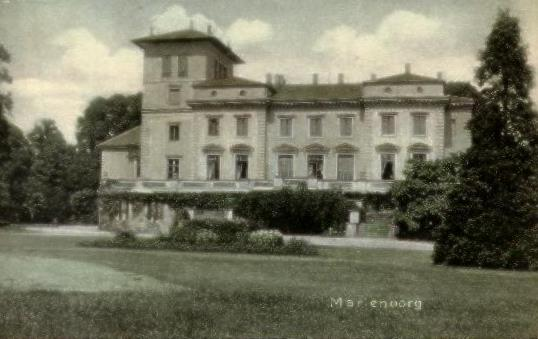
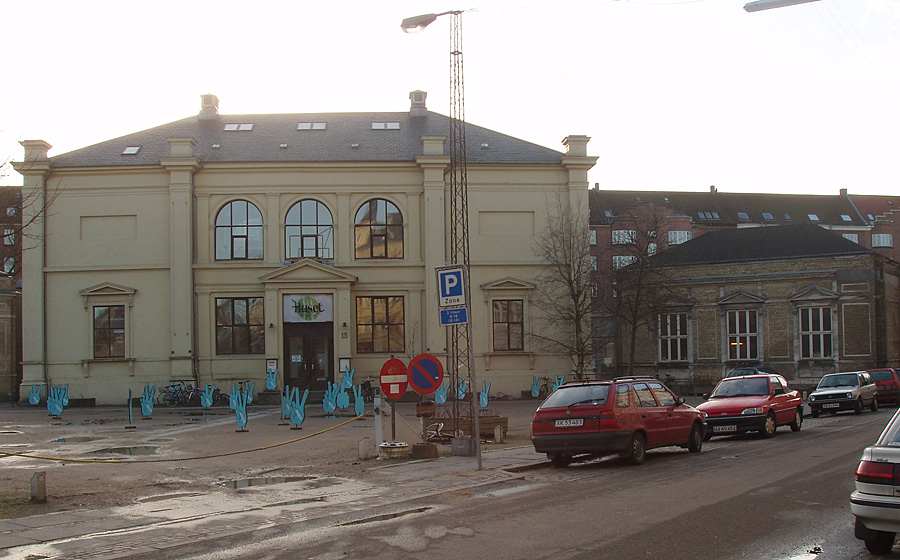
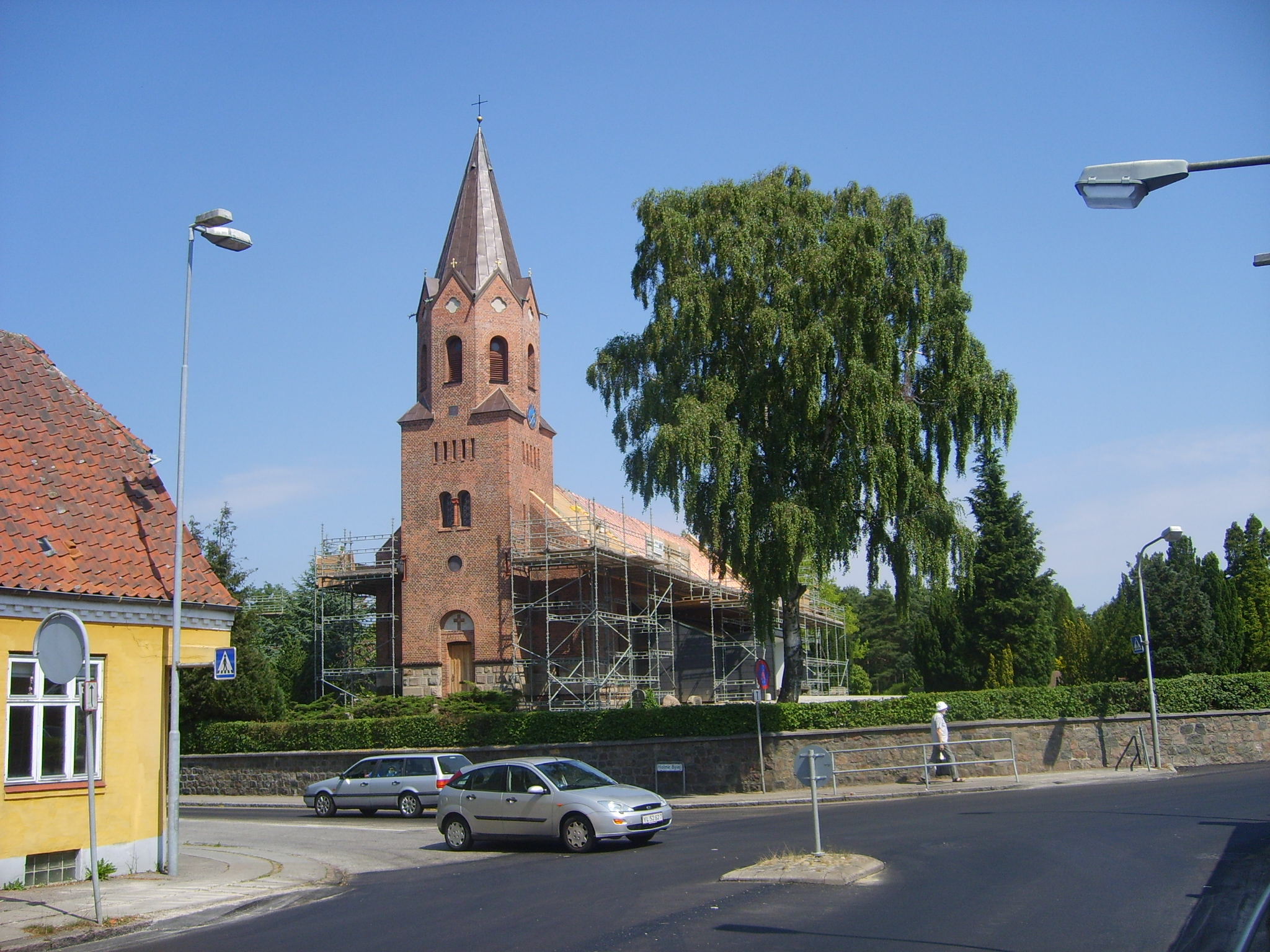
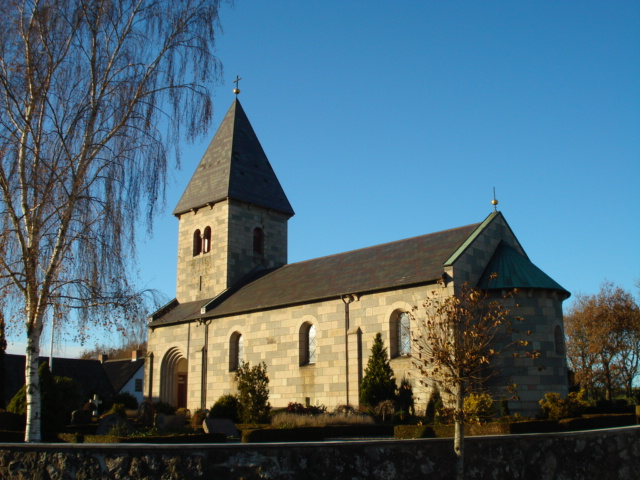